# Чорневиц
Чорневиц (њем. Zschornewitz) општина је у њемачкој савезној држави Саксонија-Анхалт. Једно је од 39 општинских средишта округа Витенберг. Према процјени из 2010. у општини је живјело 2.790 становника. Посједује регионалну шифру (AGS) 15091405, NUTS (DEE0E) и LOCODE (DE ZSC) код.

## Географски и демографски подаци
Чорневиц се налази у савезној држави Саксонија-Анхалт у округу Витенберг. Општина се налази на надморској висини од 83 метра. Површина општине износи 13,0 km². У самом мјесту је, према процјени из 2010. године, живјело 2.790 становника. Просјечна густина становништва износи 214 становника/km².